# Zorica (kraljevna)
Zorica (Зорица) – poznata i kao Carica (Царица) – bila je srpska kraljevna.
Roditelji kraljevne Zorice bili su kralj Stefan Milutin i njegova supruga Elizabeta Arpadović.
Zorica je prikazana na freskama u Gračanici i Visokim Dečanima.